# 1175 هـ
1175 هـ هي سنة في التقويم الهجري امتدت مقابلةً في التقويم الميلادي بين سنتي 1761 و1762.

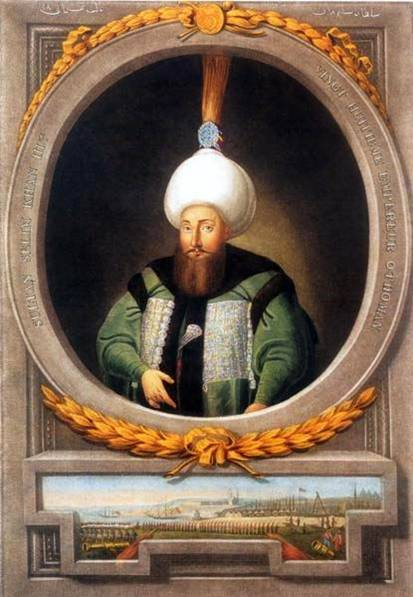
سليم الثالث

## أحداث
- ضم عبد العزيز بن محمد حلبان والمذنب وساجر والمذنب تحت حكم أبيه وبعد شهور قليلة ضم أبو جفان وحرض وليلى والتوضحية ويبرين تحت حكم أبيه.

## مواليد
- أحمد بن محمد الصاوي
- سليم الثالث
- عبد الله بن أحمد الوهيبي
- نشاط الاصفهاني
- عبد الله بن عيسى الكوكباني

## وفيات
- البديري الحلاق
- أحمد بن عبد الله البغدادي.